# Честерфилд (округ, Виргиния)
Округ Честерфилд (англ. Chesterfield County) располагается в США, в штате Виргиния. По состоянию на 2010 год, численность населения составляла 316 236 человек. Был создан 25 мая 1749 года, получил своё название по имени британского политического деятеля Филипа Честерфилда.

## География
По данным Бюро переписи США, общая площадь округа равняется 1132 км², из которых 1096 км² суша и 36 км² или 3,1 % это водоёмы.

### Соседние округа
- Хенрайко (Виргиния) — северo-восток
- независимый город Ричмонд (Виргиния) — северo-восток
- Чарльз-Сити (Виргиния) — восток
- независимый город Хопуэлл (Виргиния) — юго-восток
- Принс-Джордж (Виргиния) — юго-восток
- независимый город Колониал-Хайтс (Виргиния) — юго-восток
- независимый город Питерсберг (Виргиния) — юго-восток
- Динуидди (Виргиния) — юг
- Амилия (Виргиния) — юго-запад
- Пауатан (Виргиния) — северо-запад

## Демография
По данным переписи населения 2000 года в округе проживает 259 903 жителей в составе 93 772 домашних хозяйств и 72 110 семей. Плотность населения составляет 236 человек на км². На территории округа насчитывается 97 707 жилых строений, при плотности застройки 89 строений на км². Расовый состав населения: белые — 65,44 %, афроамериканцы — 32,23 %, коренные американцы (индейцы) — 0,33 %, азиаты — 2,37 %, гавайцы — 0,04 %, представители других рас — 1,34 %, представители двух или более рас — 1,41 %. Испаноязычные составляли 2,93 % населения.
В составе 40,70 % из общего числа домашних хозяйств проживают дети в возрасте до 18 лет, 62,20 % домашних хозяйств представляют собой супружеские пары проживающие вместе, 11,20 % домашних хозяйств представляют собой одиноких женщин без супруга, 23,10 % домашних хозяйств не имеют отношения к семьям, 18,50 % домашних хозяйств состоят из одного человека, 4,80 % домашних хозяйств состоят из престарелых (65 лет и старше), проживающих в одиночестве. Средний размер домашнего хозяйства составляет 2,73 человека, и средний размер семьи 3,11 человека.
Возрастной состав округа: 28,30 % моложе 18 лет, 7,70 % от 18 до 24, 31,20 % от 25 до 44, 24,90 % от 45 до 64 и 8,10 % от 65 и старше. Средний возраст жителя округа 36 лет. На каждые 100 женщин приходится 95,00 мужчин. На каждые 100 женщин старше 18 лет приходится 91,30 мужчин.
Средний доход на домохозяйство в округе составлял 58 537 USD, на семью — 65 058 USD. Среднестатистический заработок мужчины был 43 030 USD против 30 518 USD для женщины. Доход на душу населения составлял 25 286 USD. Около 3,30 % семей и 4,50 % общего населения находились ниже черты бедности, в том числе — 5,60 % молодежи (тех кому ещё не исполнилось 18 лет) и 3,40 % тех кому было уже больше 65 лет.